# James Island (isola)
La James Island è un'isola del Canada che si trova nello Stretto di Haro, uno degli stretti secondari dello Stretto di Georgia ed appartiene al gruppo delle Isole Gulf.
Si trova tra l'isola di Sydney e l'isola di Vancouver circa 2,4 km al largo di quest'ultima.
L'isola fa parte dei territori tradizionali della popolazione Tsawout. Il nome fu dato nel 1853 dai primi coloni di origine europea in onore di James Douglas (1803-1877), governatore dell'isola di Vancouver.
Ricopre una superficie di 332 ettari, è pressoché disabitata ed amministrativamente dipende dal Distretto regionale della Capitale, suddivisione della Columbia Britannica.
Nel 1913 sull'isola venne costruita dalla Canadian Explosives Ltd una fabbrica di dinamite con alloggi per i dipendenti.